# Julie Coinová

V prvním kole Australian Open 2010 zdolala Aliciu Molikovou

Julie Coinová (* 2. prosince 1982 Amiens) je francouzská trenérka a bývalá profesionální tenistka. Ve své kariéře na okruhu WTA Tour nevyhrála žádný turnaj. V rámci okruhu ITF získala deset titulů ve dvouhře a šestnáct ve čtyřhře.
Na žebříčku WTA byla ve dvouhře nejvýše klasifikována v červenci 2009 na 60. místě a ve čtyřhře pak v dubnu 2010 na 49. místě. Trénoval ji Nicolas Copin.
Ve francouzském fedcupovém týmu debutovala v roce 2010 liévinským čtvrtfinále světové skupiny proti Spojeným státům, v němž prohrála třetí dvouhru s Melanii Oudinovou. Francouzky odešly poraženy 1:4 na zápasy. V soutěži nastoupila ke třem mezistátním utkáním s bilancí 0–1 ve dvouhře a 1–1 ve čtyřhře.
K sezóně 2016 trénovala Američanku Madison Brengleovou.

## Tenisová kariéra
V rámci hlavních soutěží událostí okruhu ITF debutovala v listopadu 2009, když na turnaji v Le Havre s dotací 10 tisíc dolarů prošla z kvalifikace až jako tzv. šťastná poražená. Po dvou výhrách podlehla ve čtvrtfinále Italce Valentině Sassiové. V závěru března 2001 vybojovala v této úrovni premiérový titul kariéry, když s krajankou Olivií Cappellettiovou ovládla finále čtyřhry amienského turnaje proti německo-chorvatskou dvojicí Bianca Cremerová a Jelena Pandžićová. První singlovou trofej přidala v červnu 2005 ve francouzském Les Contamines po vítězství nad Slovenkou Dominikou Nociarovou.
Debut v nejvyšší grandslamové kategorii zaznamenala na French Open 2006, kde ve dvouhře skončila v úvodním kole kvalifikace s Australankou Nicole Prattovou. Do ženské čtyřhry nastoupila po boku krajanky Youlie Fedossovové na divokou kartu. V první fázi však uhrály jen tři gamy na estonsko-americký pár Maret Aniová a Meilen Tuová.

### Výhra nad světovou jedničkou během US Open 2008
Na US Open 2008 přijížděla jako 188. hráčka žebříčku WTA. V tříkolové kvalifikaci na její raketě postupně zůstaly Američanka Amanda McDowellová, Bulharka Sesil Karatančevová a konečně Britka Elena Baltachová, jíž zdolala až v tiebreaku rozhodující sady. Postoupila tak do dvouhry US Open 2008, první své hlavní singlové soutěže na majoru. Jednalo se také o její debut na okruhu WTA Tour.
Nejdříve vyřadila Australanku Casey Dellacquovou ve dvou sadách 7–6 a 7–6. Poté se objevila v hlavních zprávách světových médií, když porazila úřadující světovou jedničku Anu Ivanovićovou ze Srbska po setech 6–3, 4–6 a 6–3. Stanice ESPN a časopis Sports Illustrated to nazvaly jednou z největších porážek v historii tenisu. První nasazená na newyorském grandslamu vypadla v takto časné fázi naposledy předtím v roce 1967, když ve druhém kole dohrála Brazilka Maria Buenová.
Vyrovnala i rekord okruhu WTA v nejrychlejším vítězství nad členkou elitní světové desítky, když ji zdolala ve druhém odehraném zápase kariéry. Před ní takto rychlé výhry dosáhla pouze Američanka Andrea Leandová a později i Španělka Garbiñe Muguruzaová. K danému datu vytvořila rekord jako nejníže postavená tenistka žebříčku WTA (188.), která zdolala úřadující světovou jedničku (o rok později ji překonala 226. v pořadí Čang Šuaj).
Ve třetím kole však podlehla favorizované krajance Amélii Mauresmové poměrem 4–6 a 4–6.
Do první stovky světové klasifikace premiérově nahlédla 27. října 2008, když se posunula ze 118. na 99. místo.

### Ukončení kariéry
Poslední zápas na profesionálním okruhu odehrála na listopadovém turnaji Open de Limoges 2015 ze série WTA 125K, kde na divokou kartu nestačila v otevíracím duelu na krajanku Mathildu Johanssonovou. Ve čtyřhře pak s Pauline Parmentierovou skončily v úvodním, čtvrtfinálovém kole po porážce od pozdějších vítězek Barbory Krejčíkové a Mandy Minellaové.

## Finále na okruhu ITF
| 100 000 $ tournaments |
| 75 000 $ tournaments  |
| 50 000 $ tournaments  |
| 25 000 $ tournaments  |
| 15 000 $ tournaments  |
| 10 000 $ tournaments  |

### Dvouhra: 22 (10–12)
| Stav       | č.  | datum              | turnaj                       | povrch    | soupeřka ve finále           | výsledek                |
| ---------- | --- | ------------------ | ---------------------------- | --------- | ---------------------------- | ----------------------- |
| Vítězka    | 1.  | 18. června 2005    | Les Contamines, Francie      | tvrdý     | Dominika Nociarová           | 6–7(5–7), 6–2, 6–4      |
| Vítězka    | 2.  | 9. srpna 2005      | Londýn, Spojené království   | tvrdý     | Claire Peterzanová           | 6–4, 1–6, 6–3           |
| Finalistka | 3.  | 16. ledna 2006     | Oberhaching, Německo         | koberec   | Sabine Klaschková            | 6–7(0–7), 6–4, 3–6      |
| Finalistka | 4.  | 20. března 2006    | Amiens, Francie              | tvrdý (h) | Jaroslava Švedovová          | 6–2, 5–7, 4–6           |
| Vítězka    | 5.  | 13. března 2007    | Mérida, Mexiko               | tvrdý     | Maria Vanina Garcia Sokolová | 7–5, 6–4                |
| Finalistka | 6.  | 29. července 2007  | Les Contamines, Francie      | tvrdý     | Yanina Wickmayerová          | 2–6, 6–7(3–7)           |
| Vítězka    | 7.  | 28. ledna 2008     | Belfort, Francie             | tvrdý     | Virginie Pichetová           | 6–0, 6–3                |
| Finalistka | 8.  | 28. července 2008  | Vancouver, Kanada            | tvrdý     | Urszula Radwańská            | 6–2, 3–6, 5–7           |
| Vítězka    | 9.  | 6. října 2008      | Joue-les-Tours, Francie      | tvrdý     | Stéphanie Foretzová          | 7–6(9–7), 7–6(7–3)      |
| Finalistka | 10. | 20. října 2008     | Poitiers, Francie            | tvrdý (h) | Anastasija Pavljučenkovová   | 4–6, 3–6                |
| Vítězka    | 11. | 1. března 2009     | Clearwater, Spojené státy    | tvrdý     | Yanina Wickmayerová          | 6–3, 1–1skreč           |
| Finalistka | 12. | 26. července 2009  | Lexington, Spojené státy     | tvrdý     | Sania Mirzaová               | 6–7(5–7), 4–6           |
| Vítězka    | 13. | 5. října 2009      | Tokio, Japonsko              | tvrdý     | Olga Savčuková               | 7–6(8–6), 4–6, 7–6(8–6) |
| Finalistka | 14. | 25. července2011   | Vigo, Španělsko              | tvrdý     | Iryna Brémondová             | 6–7(3–7), 6–1, 6–7(3–7) |
| Finalistka | 15. | 2. července 2012   | Denver, Spojené státy        | tvrdý     | Nicole Gibbsová              | 2–6, 6–3, 4–6           |
| Finalistka | 16. | 11. listopadu 2012 | Equeurdreville, Francie      | tvrdý (h) | Alison Van Uytvancková       | 1–6, 6–3, 3–6           |
| Finalistka | 17. | 4. února 2013      | Rancho Mirage, Spojené státy | tvrdý     | Sačie Išizuová               | 3–6, 6–7(3–7)           |
| Finalistka | 18. | 28. července 2013  | Lexington, Spojené státy     | tvrdý     | Shelby Rogersová             | 4–6, 6–7(3–7)           |
| Vítězka    | 19. | 29. září 2013      | Clermont-Ferrand, Francie    | tvrdý (h) | Doroteja Erićová             | 3–6, 6–1, 6–4           |
| Finalistka | 20. | 28. září 2014      | Clermont-Ferrand, Francie    | tvrdý (h) | Richèl Hogenkampová          | 1–6, 3–6                |
| Winner     | 21. | 20. října 2014     | Saguenay, Kanada             | tvrdý (h) | Jovana Jakšićová             | 7–5, 6–3                |
| Vítězka    | 22. | 15. dubna 2015     | Ponta Delgada, Portugalsko   | tvrdý (h) | Georgina García Pérezová     | 6–0, 6–1                |

### Čtyřhra: 27 (16–11)
| Stav       | č.  | datum             | turnaj                         | povrch     | spoluhráčka               | soupeřky ve finále                             | výsledek              |
| ---------- | --- | ----------------- | ------------------------------ | ---------- | ------------------------- | ---------------------------------------------- | --------------------- |
| Vítězka    | 1.  | 26. března 2001   | Amiens, Francie                | antuka     | Olivia Cappellettiová     | Bianca Cremerová Jelena Pandžićová             | 7–5, 6–1              |
| Vítězka    | 2.  | 4. července 2005  | Le Touquet, Francie            | antuka     | Alice Hallová             | Karla Mrazová Virginie Pichetová               | 7–5, 7–6(7–5)         |
| Finalistka | 3.  | 11. ledna 2006    | Stuttgart, Německo             | tvrdý (h)  | Kildine Chevalierová      | Darija Juraková Renata Voráčová                | 2–6, 1–6              |
| Finalistka | 4.  | 26. března 2006   | Amiens, Francie                | antuka (h) | Karla Mrazová             | Olga Panovová Jaroslava Švedovová              | 4–6, 1–6              |
| Vítězka    | 5.  | 27. ledna 2007    | Grenoble, Francie              | tvrdý      | Sherazad Benamarová       | Stéphanie Rizziová Karolina Kosińská           | 1–6, 7–5, 6–4         |
| Vítězka    | 6.  | 17. března 2008   | Tenerife, Španělsko            | tvrdý      | Violette Hucková          | Mervana Jugićová-Salkićová Cipora Obzilerová   | 6–4, 6–3              |
| Finalistka | 7.  | 4. května 2008    | Cagnes-sur-Mer, Francie        | antuka     | Marie-Ève Pelletierová    | Monica Niculescuová Renata Voráčová            | 7–6(7–2), 1–6, [5–10] |
| Vítězka    | 8.  | 23. června 2008   | Getxo, Španělsko               | antuka     | Story Tweedieová-Yatesová | Estrella Cabeza Candela Sara Del Barrio Aragon | 6–3, 6–1              |
| Vítězka    | 9.  | 10. září 2008     | Madrid, Španělsko              | tvrdý      | Irena Pavlovicová         | Julia Bejgelzimerová Anastasija Poltoracká     | 6–3, 6–4              |
| Finalistka | 10. | 6. října 2008     | Joué-lès-Tours, Francie        | tvrdý      | Violette Hucková          | Mervana Jugićová-Salkićová Kristina Barroisová | 2–6, 6–7              |
| Vítězka    | 11. | 3. května 2009    | Cagnes-sur-Mer, Francie        | antuka     | Marie-Ève Pelletierová    | Anna Tatišviliová Erica Krauthová              | 6–4, 6–3              |
| Finalistka | 12. | 29. srpna 2009    | Bronx, Spojené státy           | tvrdý      | Marie-Ève Pelletierová    | Anna-Lena Grönefeldová Vania Kingová           | 0–6, 3–6              |
| Vítězka    | 13. | 1. listopadu 2009 | Poitiers, Francie              | tvrdý (h)  | Marie-Ève Pelletierová    | Marta Domachowská Michaëlla Krajiceková        | 6–3, 3–6, [10–3]      |
| Vítězka    | 14. | 11. července 2011 | Woking, Spojené království     | tvrdý      | Eva Hrdinová              | Emma Laineová Melanie Southová                 | 6–1, 3–6, [10-8]      |
| Vítězka    | 15. | 18. července 2011 | Les Contamines, Francie        | tvrdý      | Eva Hrdinová              | Maria Abramovićová Nicole Clericová            | 6–3, 6–2              |
| Vítězka    | 16. | 24. srpna 2011    | Istanbul, Turecko              | tvrdý      | Eva Hrdinová              | Sandra Klemenschitsová Irena Pavlovicová       | 6–4, 7–5              |
| Finalistka | 17. | 6. listopadu 2011 | Nantes, Francie                | tvrdý      | Eva Hrdinová              | Stéphanie Foretzová Kristina Mladenovicová     | 0–6, 4–6              |
| Finalistka | 18. | 23. ledna 2012    | Andrézieux-Bouthéon, Francie   | tvrdý (h)  | Eva Hrdinová              | Karolína Plíšková Kristýna Plíšková            | 4–6, 6–4, [5-10]      |
| Finalistka | 19. | 19. března 2012   | Bath, Spojené království       | tvrdý (h)  | Melanie Southová          | Tatjana Mariová Stephanie Vogtová              | 3–6, 6–3, 3–10        |
| Vítězka    | 20. | 14. dubna 2012    | Pelham, Spojené státy          | antuka     | Marie-Ève Pelletierová    | Jelena Bovinová Jekatěrina Byčkovová           | 7–5, 6–4              |
| Vítězka    | 21. | 8. října 2012     | Joué-lès-Tours, Francie        | tvrdý (h)  | Séverine Beltramová       | Justyna Jegiołková Diāna Marcinkēvičová        | 7–5, 6–4              |
| Vítězka    | 22. | 15. června 2013   | Nottingham, Spojené království | tráva      | Stéphanie Foretzová       | Julia Glušková Erika Semaová                   | 6–2, 6–4              |
| Finalistka | 23. | 15. července 2013 | Granby, Kanada                 | tvrdý      | Emily Webleyová-Smithová  | Lena Litvaková Carol Zhaová                    | 5–7, 4–6              |
| Vítězka    | 24. | 13. října 2013    | Joue-les-Tours, Francie        | tvrdý (h)  | Ana Vrljićová             | Andrea Hlaváčková Michaëlla Krajiceková        | 6–3, 4–6 [15-13]      |
| Vítězka    | 25. | 8. února 2015     | Midland, Spojené státy         | tvrdý (h)  | Emily Webleyová-Smithová  | Jacqueline Caková Sachia Vickeryová            | 4–6, 7–6, [11–9]      |
| Finalistka | 26. | 4. dubna 2015     | Croissy-Beaubourg, Francie     | tvrdý (h)  | Mathilde Johanssonová     | Jocelyn Raeová Anna Smithová                   | 6–7(5–7), 6–7(2–7)    |
| Finalistka | 27. | 4. května 2015    | Tunis, Tunisko                 | antuka     | Stéphanie Foretzová       | María Irigoyenová Paula Kaniová                | 1–6, 3–6              |

## Postavení na konečném žebříčku WTA

### Dvouhra
| Rok    | 2000 | 2001   | 2002   | 2003 | 2004 | 2005   | 2006   | 2007   | 2008  | 2009  | 2010   | 2011   | 2012   | 2013   | 2014   | 2015   |
| Pořadí | 971. | ▲ 665. | ▼ 732. | —    | —    | ▲ 367. | ▲ 269. | ▲ 200. | ▲ 96. | ▲ 75. | ▼ 212. | ▼ 265. | ▲ 221. | ▲ 156. | ▼ 247. | ▲ 236. |

### Čtyřhra
| Rok    | 2005 | 2006   | 2007   | 2008   | 2009  | 2010  | 2011   | 2012   | 2013   | 2014   | 2015   |
| Pořadí | 808. | ▲ 581. | ▲ 383. | ▲ 143. | ▲ 65. | ▲ 64. | ▼ 168. | ▲ 133. | ▲ 108. | ▼ 188. | ▲ 151. |